# المپیک زمستانی ۱۹۷۶
بازی‌های المپیک زمستانی ۱۹۷۶ (به انگلیسی: XII Olympic Winter Games) در شهر اینسبروک، اتریش ۴ تا ۱۵ فوریه ۱۹۷۶ برگزار شد.
در این دوره از بازی‌ها، شوروی با ۱۳ طلا، ۶ نقره و ۸ برنز مقام اول این رقابت‌ها را به دست آورد. آلمان شرقی با ۷ طلا، ۵ نقره و ۷ برنز مقام دوم را کسب کرد و تیم آمریکا با ۳ طلا، ۳ نقره و ۱ برنز به مقام سوم رسید. تیم ایران نیز در این دوره از بازی‌ها با ۴ ورزشکار حضور داشته است.

## ورزش‌ها
| - اسکی آلپاین (۶) () - ورزش دوگانه (۲) () - بابسلد (۲) () - اسکی صحرانوردی (۷) () - اسکیت نمایشی (۴) () | - هاکی روی یخ (۱) () - لژسواری (۳) () - نوردیک ترکیبی (۱) () - اسکی پرش (۲) () - اسکیت سرعت (۹) () |

## کشورهای شرکت‌کننده
- آندورا (۵)
- آرژانتین (۹)
- استرالیا (۷)
- اتریش (۷۷) (میزبان)
- بلژیک (۴)
- بلغارستان (۲۹)
- کانادا (۵۹)
- شیلی (۵)
- چکسلواکی (۵۸)
- فنلاند (۵۳)
- فرانسه (۳۵)
- آلمان شرقی (۵۹)
- آلمان غربی (۷۱)
- بریتانیای کبیر (۴۲)
- یونان (۴)
- مجارستان (۳)
- ایسلند (۶)
- ایران (۴)
- ایتالیا (۵۸)
- ژاپن (۵۸)
- کره جنوبی (۳)
- لبنان (۳)
- لیختن‌اشتاین (۹)
- هلند (۱۱)
- نیوزیلند (۵)
- نروژ (۴۲)
- لهستان (۵۶)
- رومانی (۳۲)
- سان مارینو (۳)
- اتحاد شوروی (۷۹)
- اسپانیا (۴)
- سوئد (۳۹)
- سوئیس (۵۹)
- چین (6)
- ترکیه (۹)
- ایالات متحده آمریکا (۱۰۶)
- یوگسلاوی (۲۸)

## جدول مدال‌ها
*   کشور میزبان (اتریش)
| رتبه            | کشور                | طلا | نقره | برنز | مجموع |
| --------------- | ------------------- | --- | ---- | ---- | ----- |
| ۱               | اتحاد شوروی         | ۱۳  | ۶    | ۸    | ۲۷    |
| ۲               | آلمان شرقی          | ۷   | ۵    | ۷    | ۱۹    |
| ۳               | ایالات متحده آمریکا | ۳   | ۳    | ۴    | ۱۰    |
| ۴               | نروژ                | ۳   | ۳    | ۱    | ۷     |
| ۵               | آلمان غربی          | ۲   | ۵    | ۳    | ۱۰    |
| ۶               | فنلاند              | ۲   | ۴    | ۱    | ۷     |
| ۷               | اتریش*              | ۲   | ۲    | ۲    | ۶     |
| ۸               | سوئیس               | ۱   | ۳    | ۱    | ۵     |
| ۹               | هلند                | ۱   | ۲    | ۳    | ۶     |
| ۱۰              | ایتالیا             | ۱   | ۲    | ۱    | ۴     |
| ۱۱              | کانادا              | ۱   | ۱    | ۱    | ۳     |
| ۱۲              | بریتانیای کبیر      | ۱   | ۰    | ۰    | ۱     |
| ۱۳              | چکسلواکی            | ۰   | ۱    | ۰    | ۱     |
| ۱۴              | سوئد                | ۰   | ۰    | ۲    | ۲     |
| ۱۴              | لیختن‌اشتاین         | ۰   | ۰    | ۲    | ۲     |
| ۱۶              | فرانسه              | ۰   | ۰    | ۱    | ۱     |
| مجموع (۱۶ کشور) | مجموع (۱۶ کشور)     | ۳۷  | ۳۷   | ۳۷   | ۱۱۱   |